# Tempio di Dendera
Il Tempio di Dendera, situato a circa 2,5 km a sud-est della località di Dendera (Iunet in antico egizio), è uno dei templi meglio conservati di tutto l'Egitto.
La città di Iunet Tantere fu il capoluogo del 6º distretto dell'Alto Egitto.
Nei pressi del tempio è stata anche rinvenuta una necropoli composta di tombe a mastaba databili tra il periodo arcaico ed il primo periodo intermedio.

## Descrizione dell'area templare

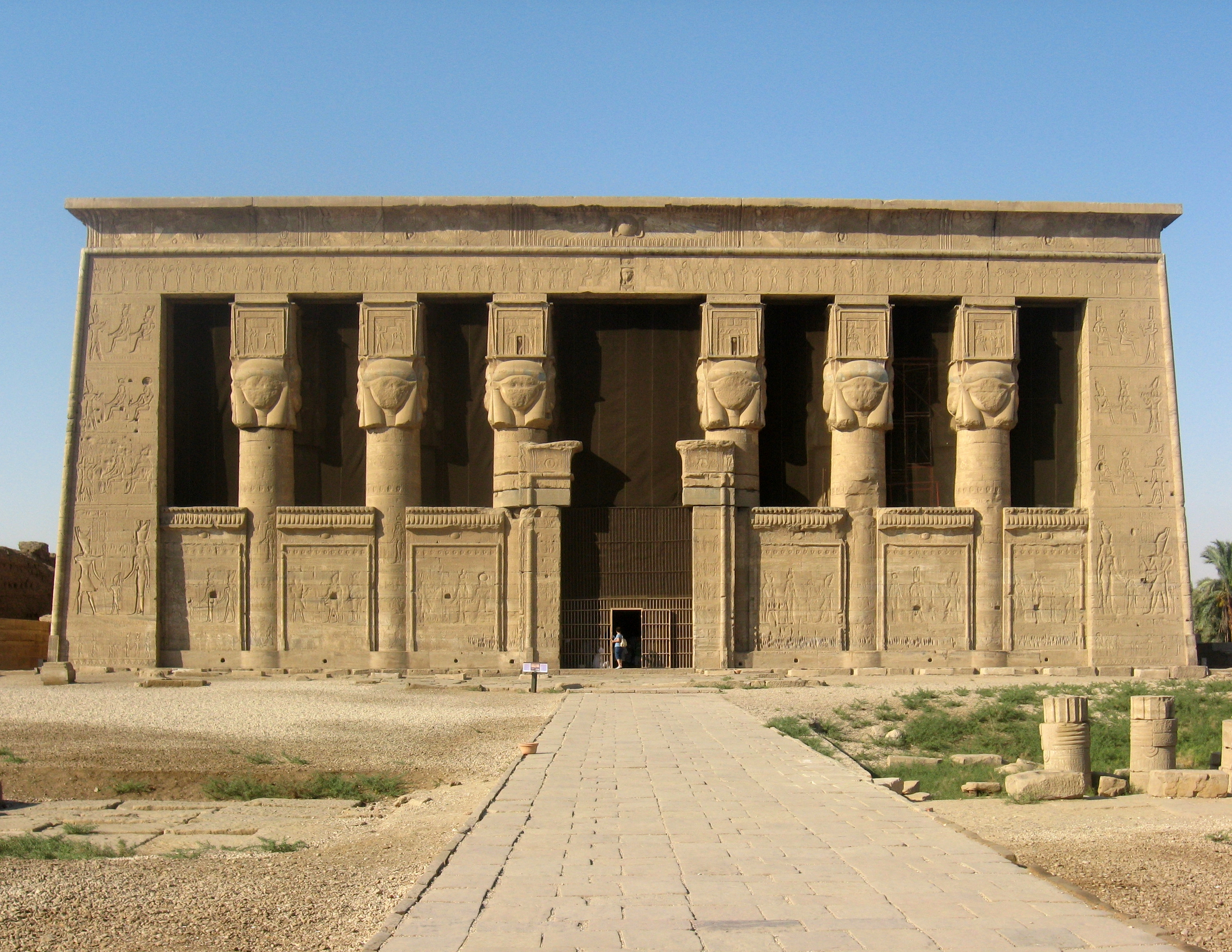
Portale d'ingresso al complesso templare di Dendera.

L'intero complesso copre un'area di circa 40.000 m² ed è interamente circondato da un muro di mattoni a secco. Il complesso ospita cappelle, santuari ed un lago sacro oltre a una chiesa cristiana ed a due mammisi ovvero i luoghi della rinascita

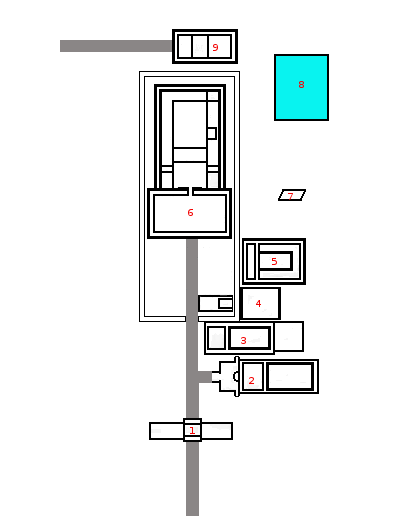
Schema del complesso templare

Benché le attuali strutture risalgano al periodo tolemaico-romano vi sono prove dell'utilizzo del sito fin dal periodo detto Antico Regno. Le più antiche strutture potrebbero risalire al regno di Pepi I (circa 2250 a.C. mentre sono evidenti i resti di un tempio eretto durante la XVIII dinastia.
L'inizio della costruzione del tempio attuale risale invece al regno di Nectanebo II (360 a.C. - 343 a.C.), ultimo sovrano di origine egizia ad aver regnato sulle Due Terre ed il suo completamento avvenne durante la dominazione di Roma anche se, con ogni probabilità le strutture erette vennero del tutto modificate durante il regno di Tolomeo XII.
Infatti un'iscrizione, scoperta nel 1975, celebra la cerimononia del "Rito del tendere la corda", ossia di tracciare le fondamenta di un nuovo edificio, nel ventisettesimo anno di regno del sovrano, anno che dovrebbe corrispondere al 54 a.C.; la stessa iscrizione ricorda il completamento del tempio nel nono anno dell'imperatore Augusto, 21 a.C.
L'area templare comprende:
1. Portale nord (epoca romana)
2. Mammisi di epoca romana
3. Chiesa cristiana
4. Mammisi attribuito a Nectanebo II
5. Sanitarium
6. Tempio dedicato alla dea Hathor (tempio principale)
7. Pozzo
8. Lago sacro
9. Tempio di Iside (Dendera)

## Tempio di Hathor

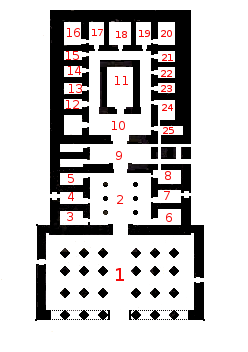
Pianta del tempio

La struttura attualmente visibile risale al termine del periodo tolemaico (I secolo a.C.) anche se sono ancora riscontrabili i resti del tempio eretto durante il Medio Regno.
Alcune decorazioni, come lo Zodiaco, copia dell'originale trasferito nel 1821 in Francia ed ora esposto al Museo del Louvre di Parigi, situato sul soffitto della Grande sala ipostila, sono di epoca romana; sempre della stessa epoca è l'iscrizione greca che dedica il tempio ad Afrodite.
Sul muro d'ingresso è anche riprodotto il nome, scritto in geroglifico, dell'imperatore Traiano.
Al di sotto del tempio sono state rinvenute una serie di 12 camere, che un'iscrizione permette di attribuire al regno di Tolomeo XII.
Tali camere sotterranee erano utilizzate per la conservazione di offerte e di immagini divine. In una di esse è stato rinvenuto un frammento rappresentante il sovrano Pepi II (VI dinastia).
1. Grande sala ipostila
2. Piccola sala ipostila
3. Laboratorio
4. Magazzino
5. Ingresso delle offerte
6. Tesoro
7. Uscita verso il pozzo
8. Accesso alla scala del pozzo
9. Sala delle offerte
10. Sala dell'Enneade
11. Santuario principale
12. Cappella del distretto di Dendera
13. Cappella di Iside
14. Cappella di Sokar
15. Cappella di Harsomtus
16. Cappella del sistro di Hathor
17. Cappella degli dei del Basso Egitto
18. Cappella di Hathor
19. Cappella del trono di Ra
20. Cappella di Ra
21. Cappella del collare Menat
22. Cappella di Ihi
23. Luogo puro
24. Corte della Prima Festa
25. Passaggio

Raffigurazioni di Cleopatra VI, che si trovano sulle pareti del tempio sono buoni esempi di arte tolemaica egiziana. Uno raffigura Cleopatra, nella stessa posa della dea Iside; mentre l'altro, sul retro degli esterni del tempio, presenta un intaglio di Cleopatra VII Filometore e suo figlio, Tolomeo XV Filopatore Filometore Cesare, che la regina ebbe da Gaio Giulio Cesare.

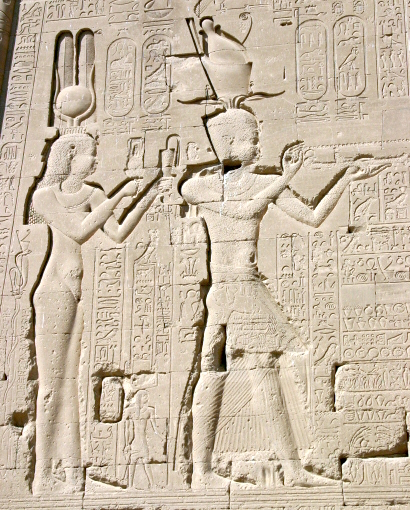
Cleopatra d'Egitto e suo figlio Tolomeo XV Cesare

## "Misteri" del tempio di Dendera
Al complesso templare di Dendera sono legate due querelle tra archeologia ufficiale e fautori dell'archeologia alternativa: lo zodiaco e le lampade di Dendera.

### Zodiaco

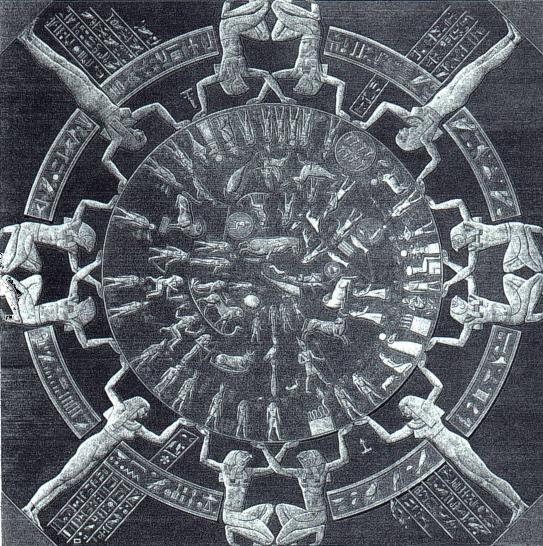
lo zodiaco

Il rilievo rappresenta, in modo diverso dai criteri odierni, il cielo come era conosciuto dagli antichi egizi. Le controversie vertono, soprattutto, sulla datazione della rappresentazione. Joseph Fourier, che esaminò lo zodiaco nel 1800, lo datò al 2500 a.C. basandosi sulla situazione astronomica rappresentata. Jean-François Champollion decifrò nel rilievo i nomi degli imperatori romani Tiberio, Nerone, Claudio e Domiziano attribuendo così la data di erezione del tempio all'ultimo periodo della storia dell'antico Egitto.
La, già citata, iscrizione sulle date di erezione dell'attuale tempio conferma l'ipotesi di Champollion. Recenti studi hanno rilevato come la datazione di Fourier fosse esatta per quanto riguarda la concezione del cielo: lo zodiaco di Dendera riproduce abbastanza fedelmente zodiaci mesopotamici risalenti appunto al III millennio a.C.
Alcuni fautori delle teorie misteriche riguardo alla civiltà egizia affermano che analizzando attraverso sistemi computerizzati i dati ricavabili dallo zodiaco di Dendera questo dovrebbe risalire almeno al 4500 a.C., ossia prima della nascita della civiltà egizia.

### "Lampade" di Dendera

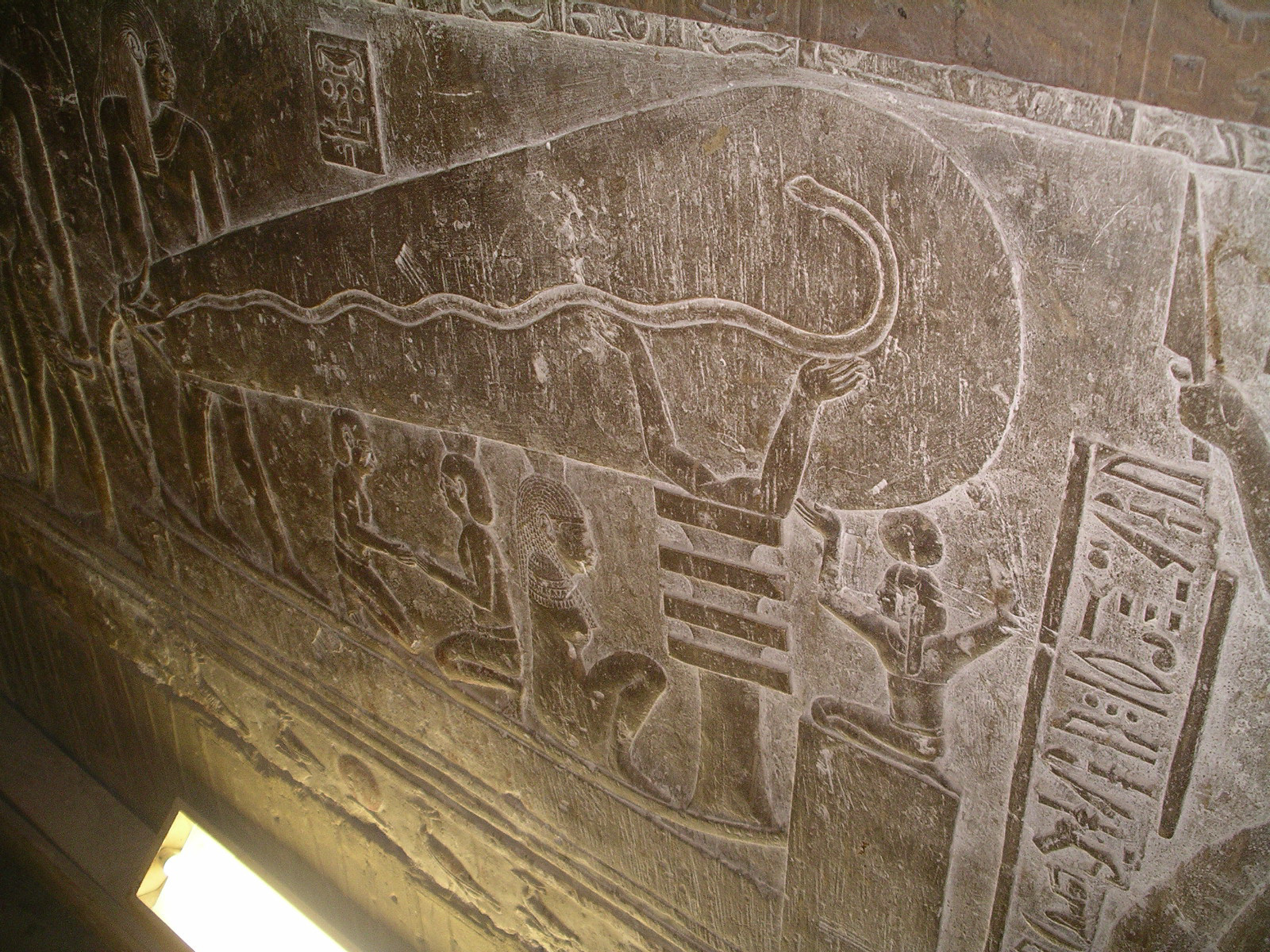
Una delle lampade di Dendera, retta da un Djed

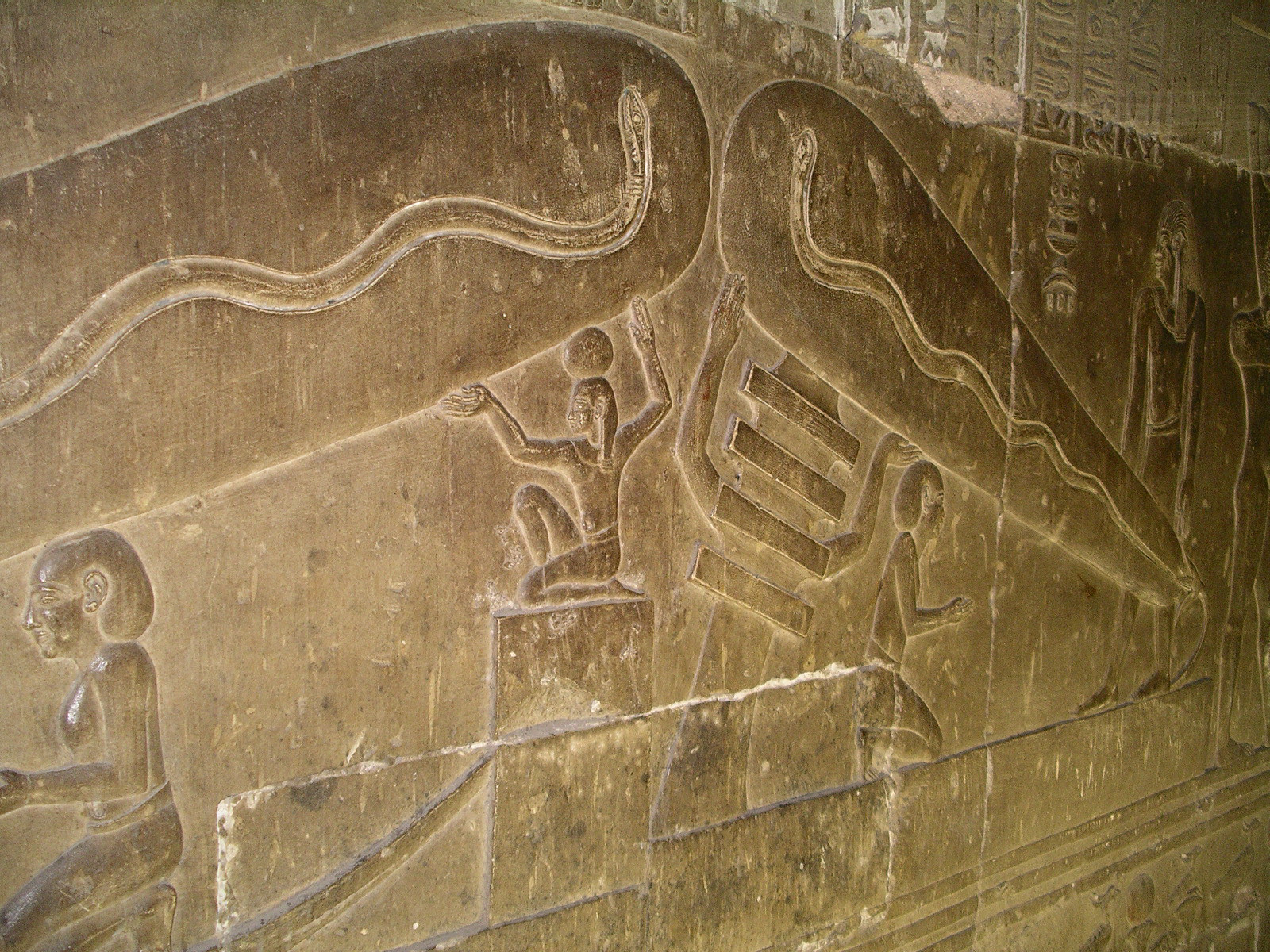
Le due presunte lampade di Dendera

Tra i molti bassorilievi che decorano il tempio di Hathor due hanno attirato l'attenzione in modo particolare, essi provengono dalle decorazioni della cripta del tempio. Si tratta di rappresentazioni simboliche del fiore di loto associato con l'immagine del serpente, tradizionalmente legato ai miti egizi della creazione.
Nel 1894 Joseph Norman Lockyer affermò che si trattasse invece di rappresentazioni di lampade elettriche ad incandescenza simili ai tubi di Crookes e che questo documentasse le conoscenze degli antichi egizi sull'elettricità. E gli stessi due Djed, oggetti di culto rinvenuti in molti disegni e bassorilievi egizi ma la cui funzione è tuttora incerta e dibattuta, uniti ciascuno ad una (presunta) lampada, svolgerebbero la stessa funzione dei nostri moderni generatori di elettricità. Benché nessun'altra scoperta abbia in seguito confermato tale ipotesi questa ha continuato a trovare proseliti. Alcuni hanno anche ipotizzato che essendo la pubblicazione delle immagini di 10 anni precedenti alla scoperta di Crookes sia stato questi ad ispirarsi, nella forma, al modello egizio.
Tra i bassorilievi del tempio è inoltre rappresentato un esperimento che risulta molto simile al moderno procedimento dell'elettrolisi.
Le lampade sono spesso inserite nelle liste di oggetti detti Oopart, ossia di reperti archeologici, o presunti tali, di cui non è possibile fornire una spiegazione soddisfacente. Vedere anche Lampade di Dendera.

## Galleria d'immagini

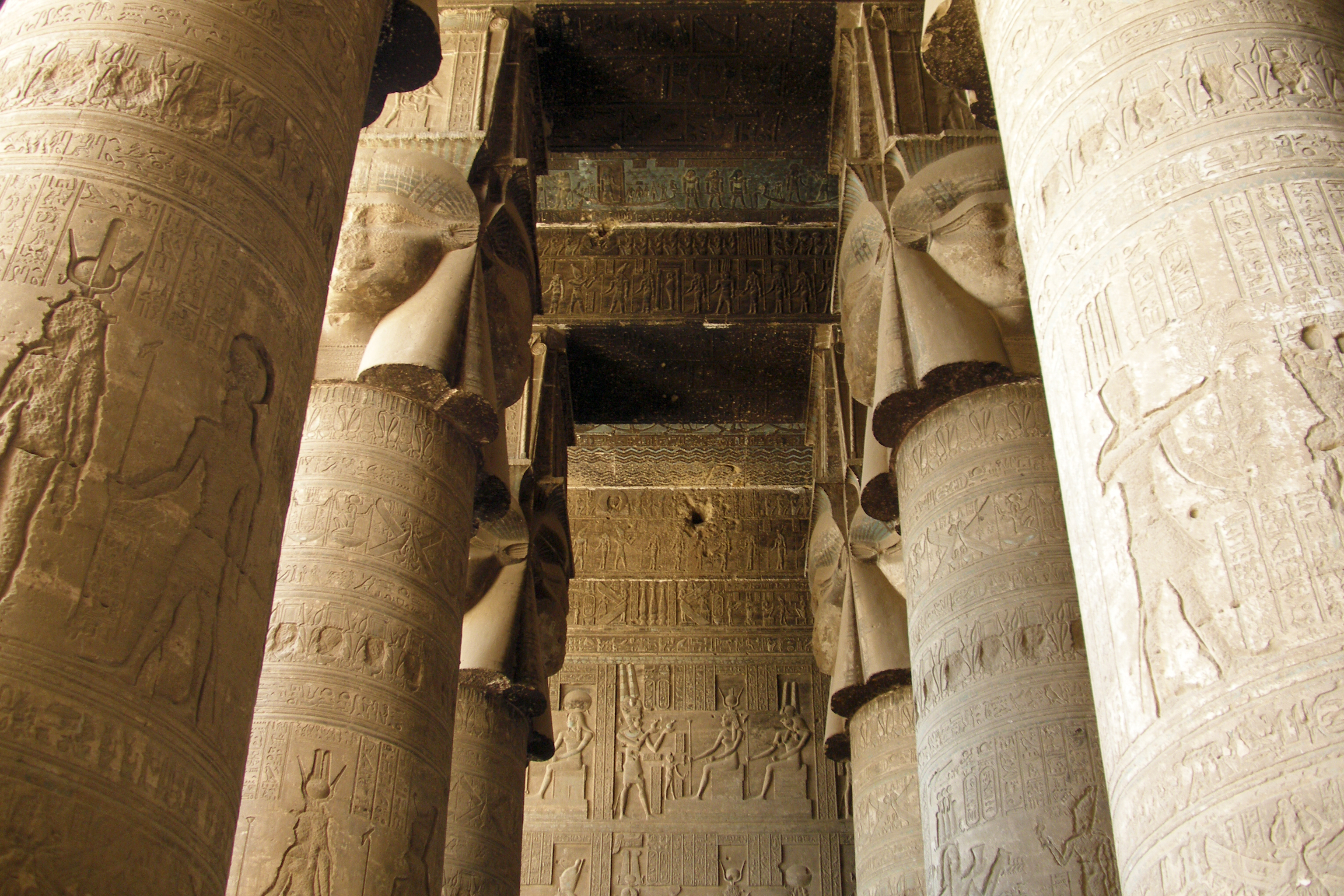
Grande sala ipostila
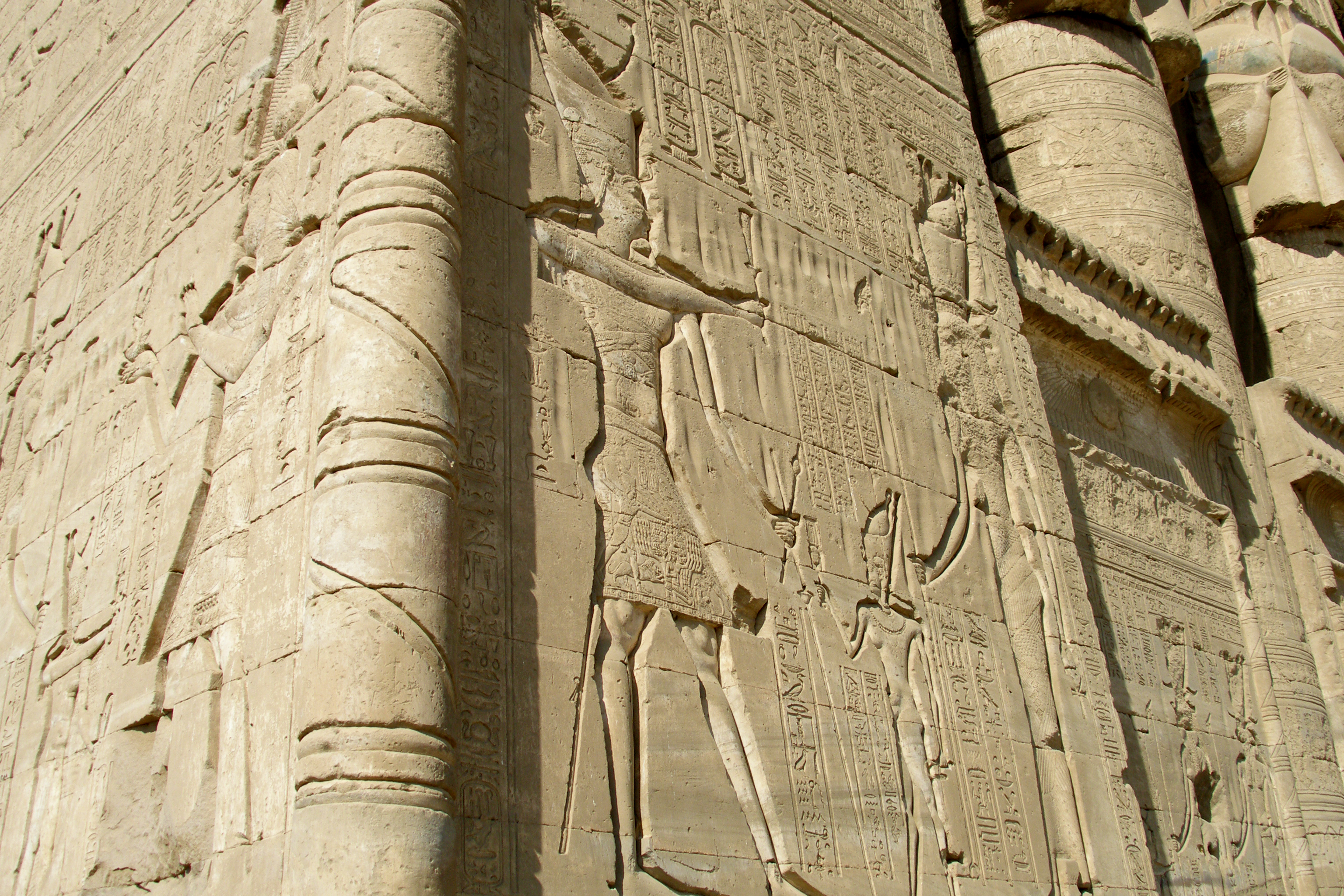
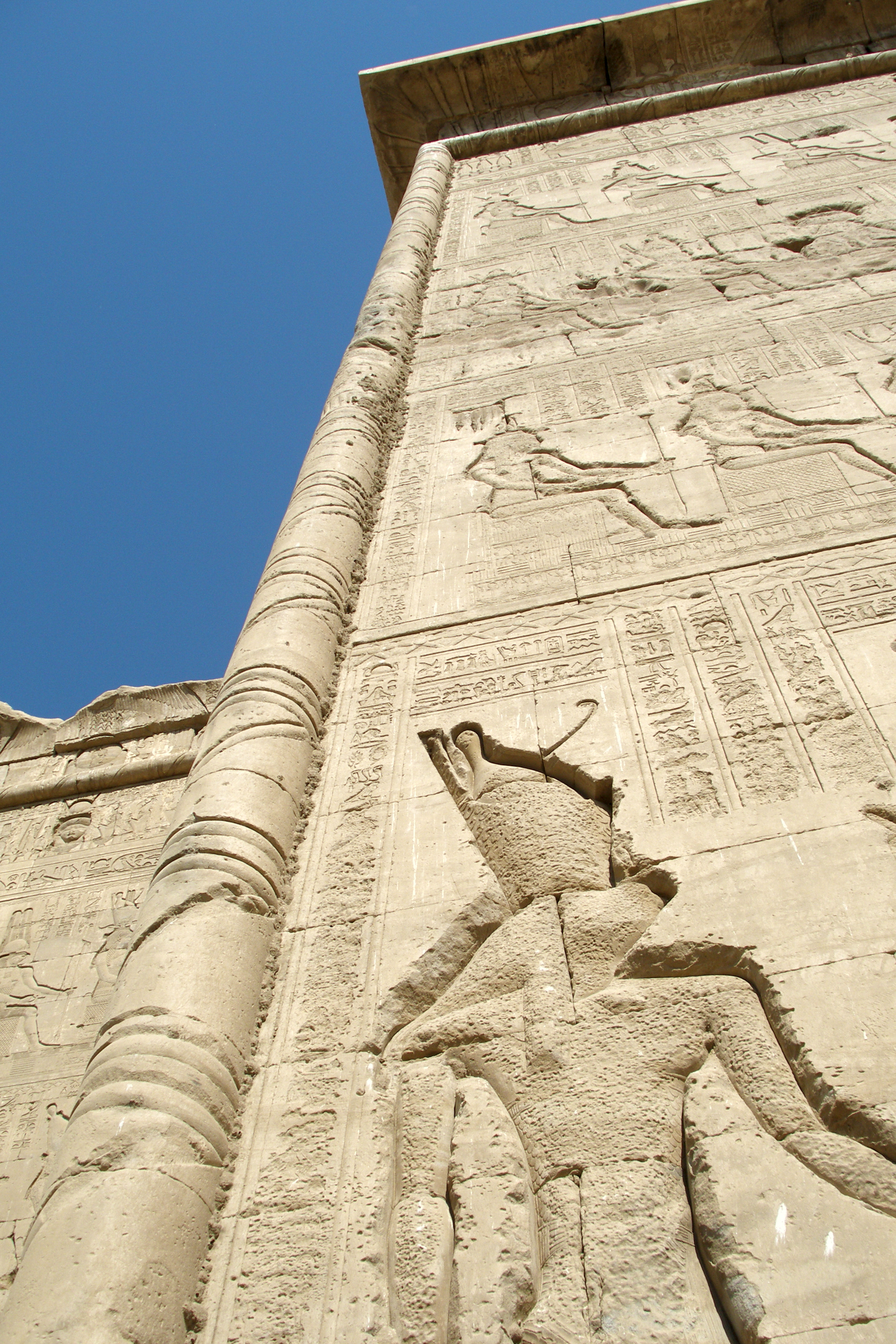
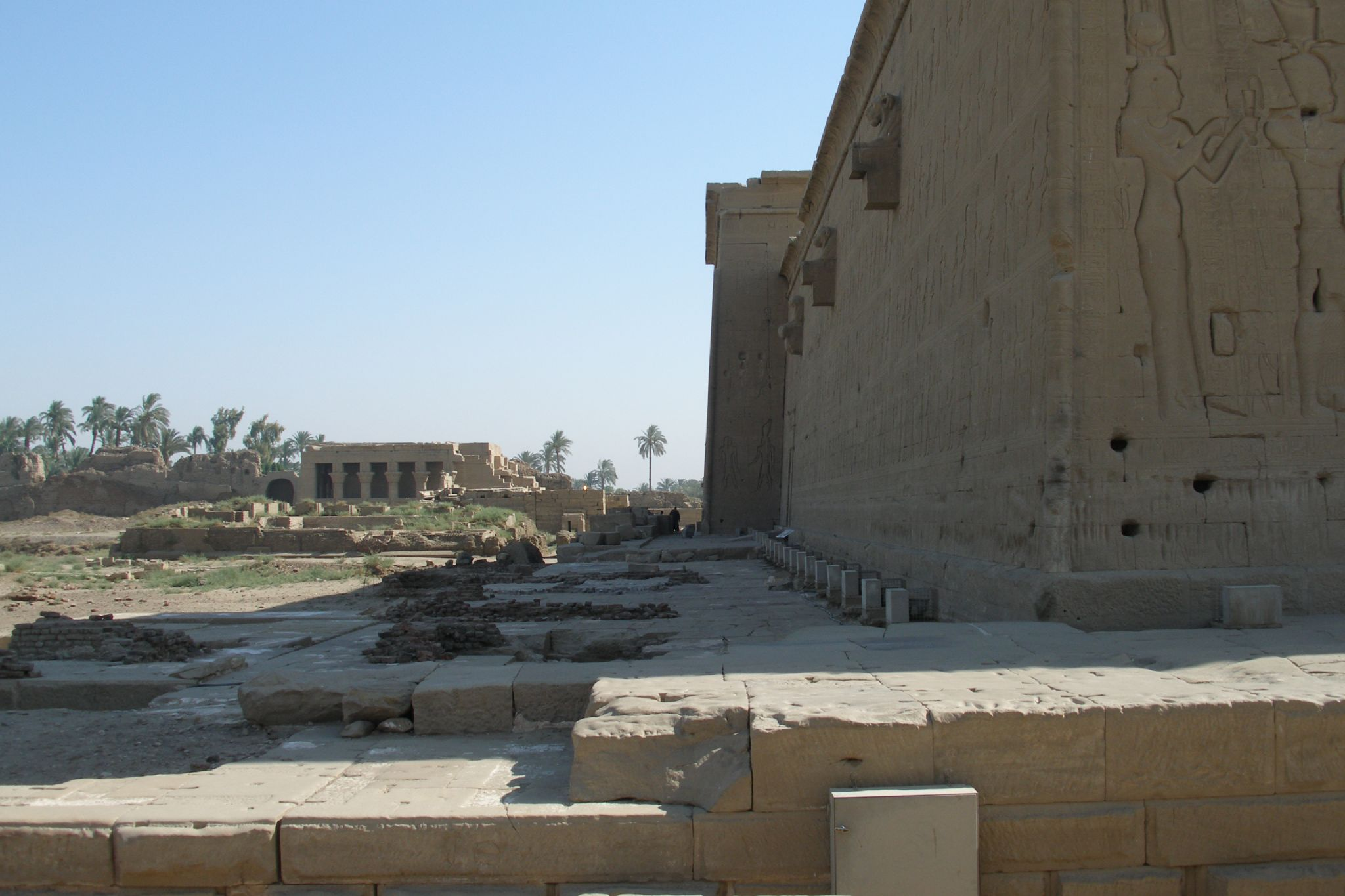
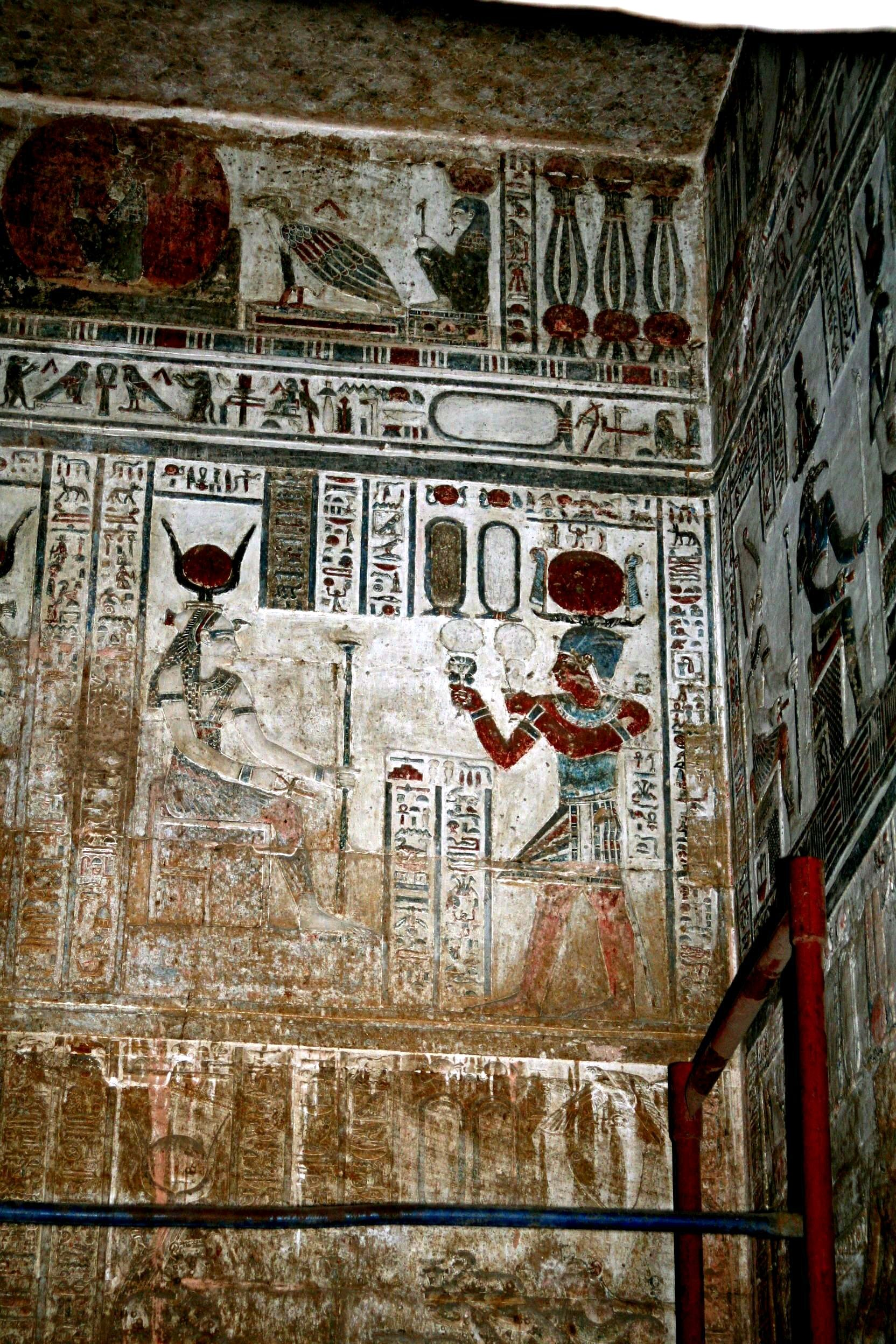
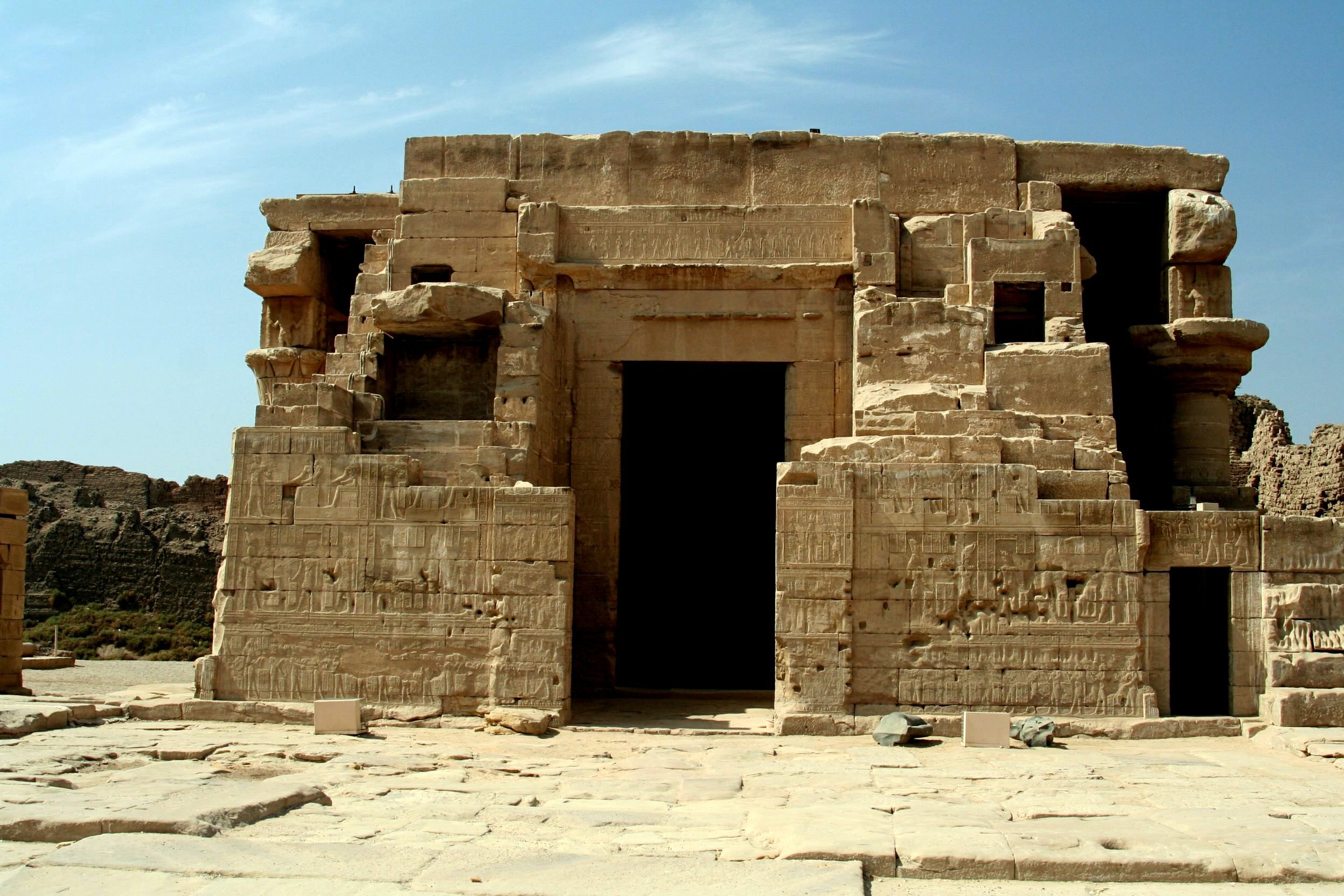
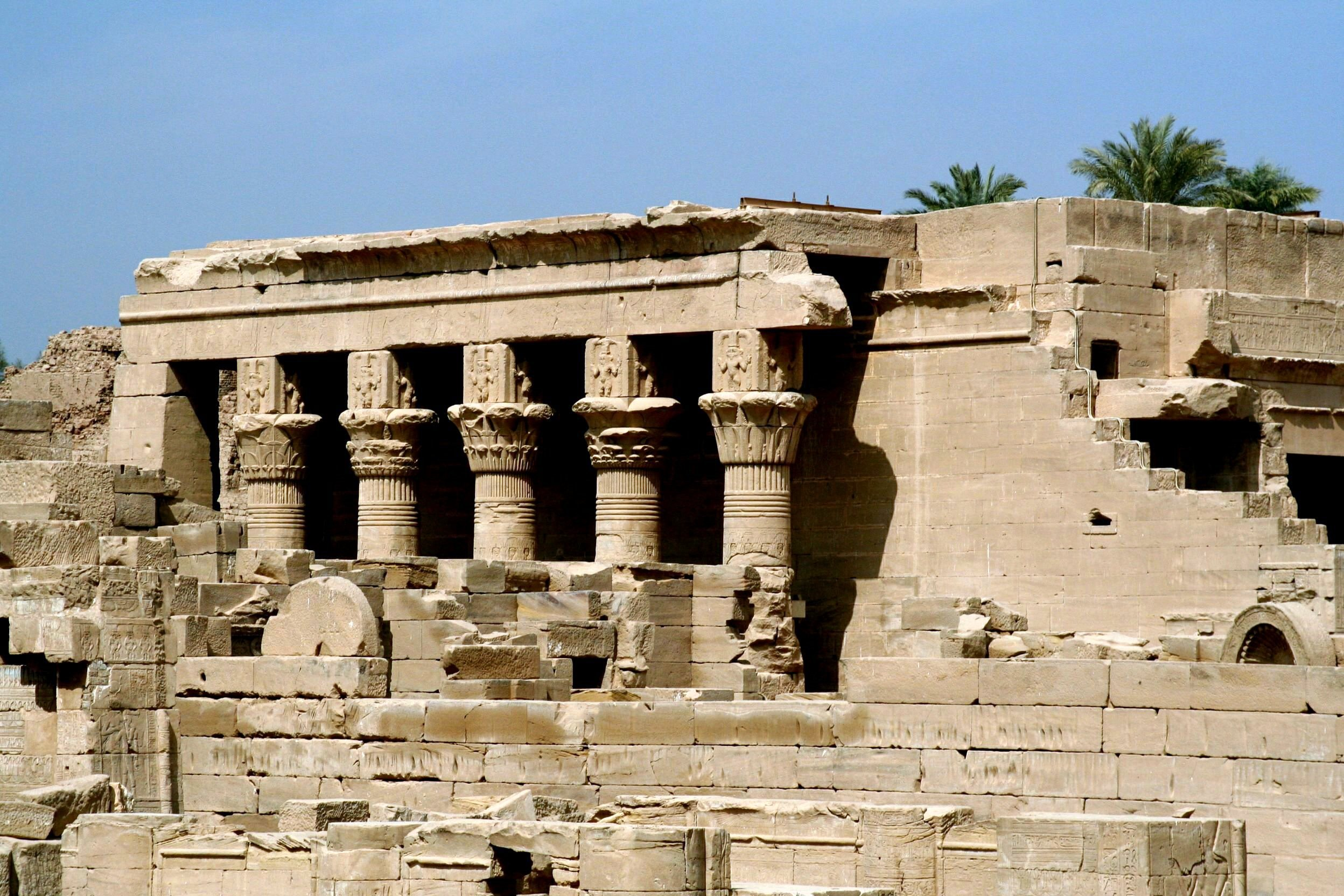
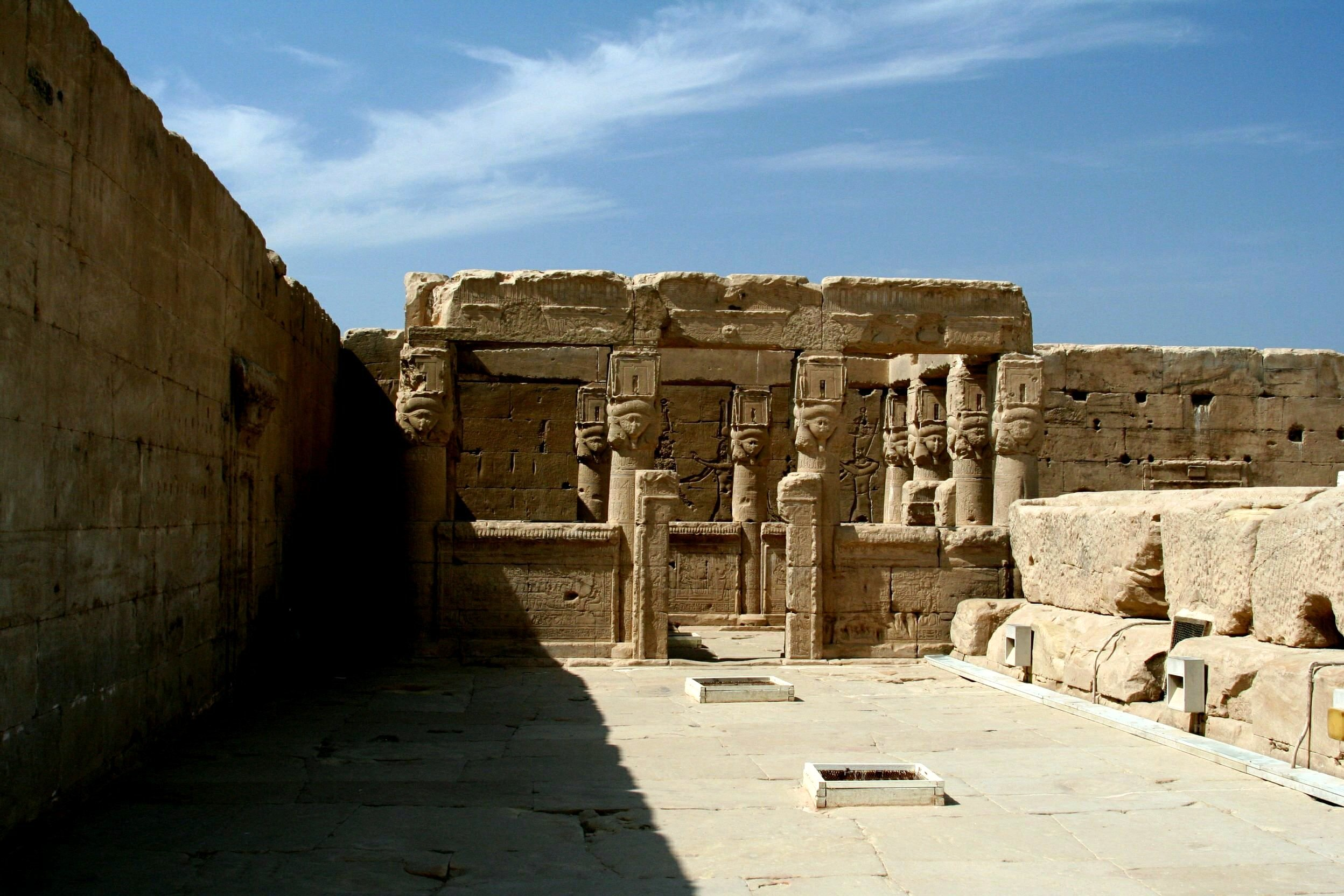
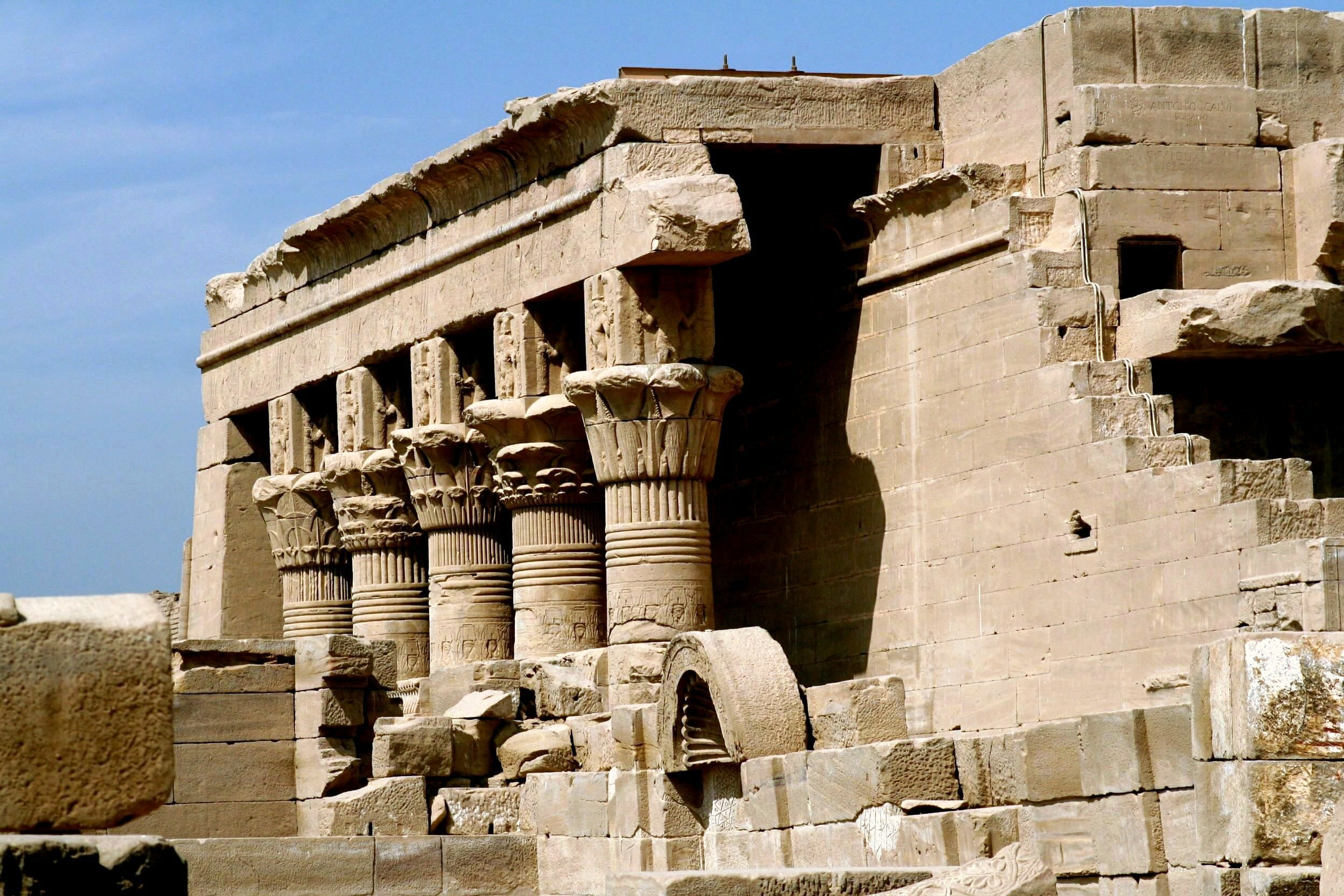
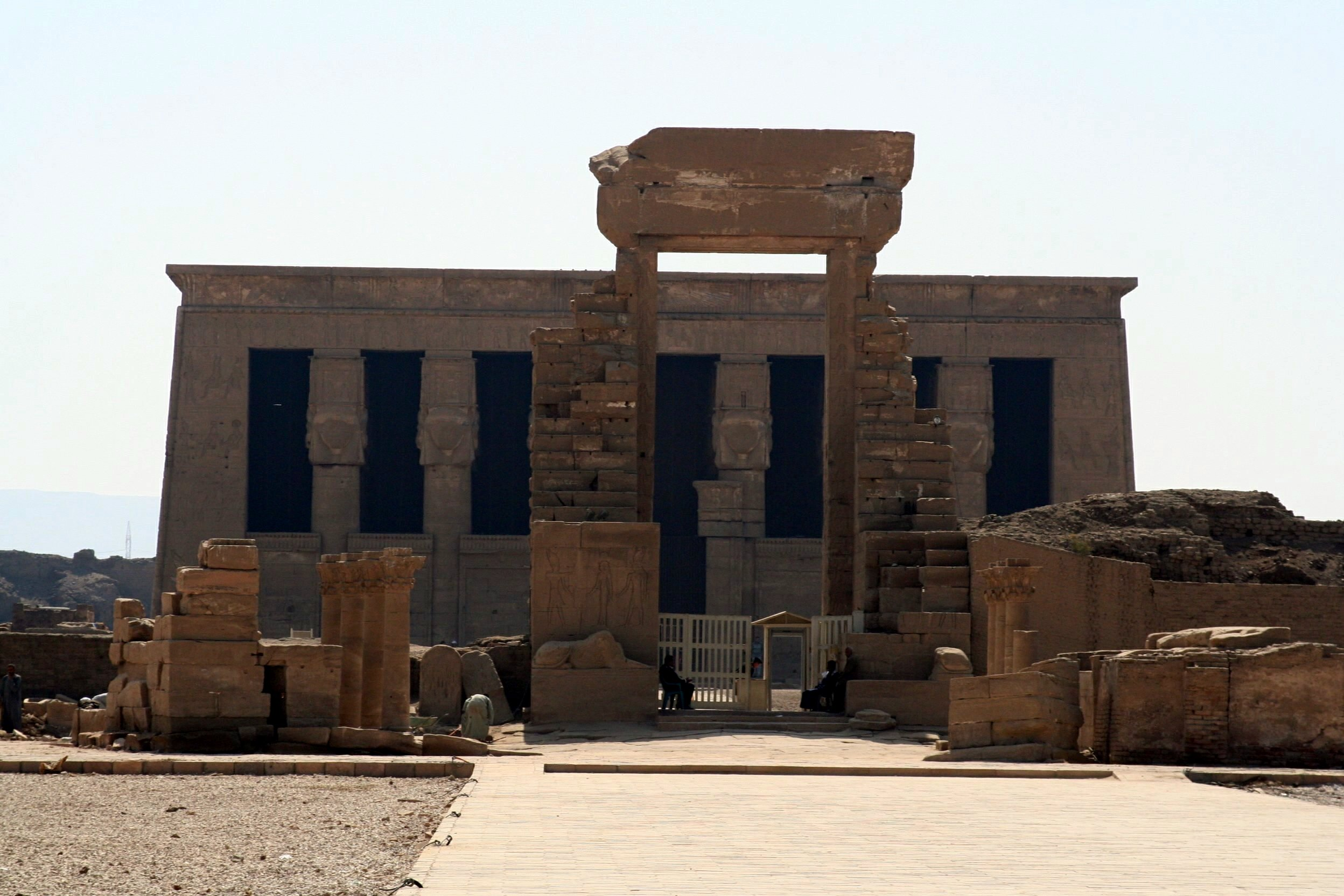
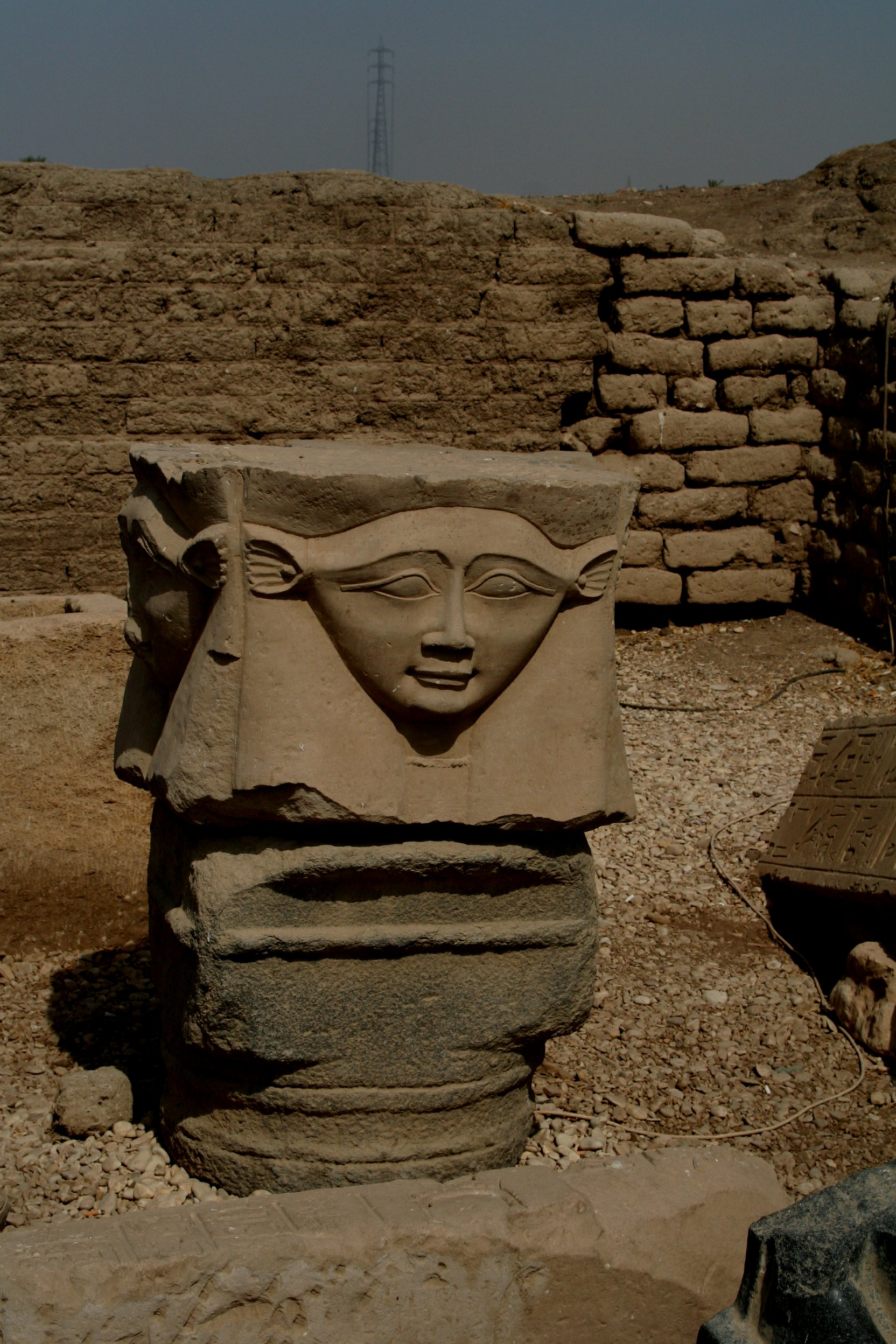
capitello hathorico
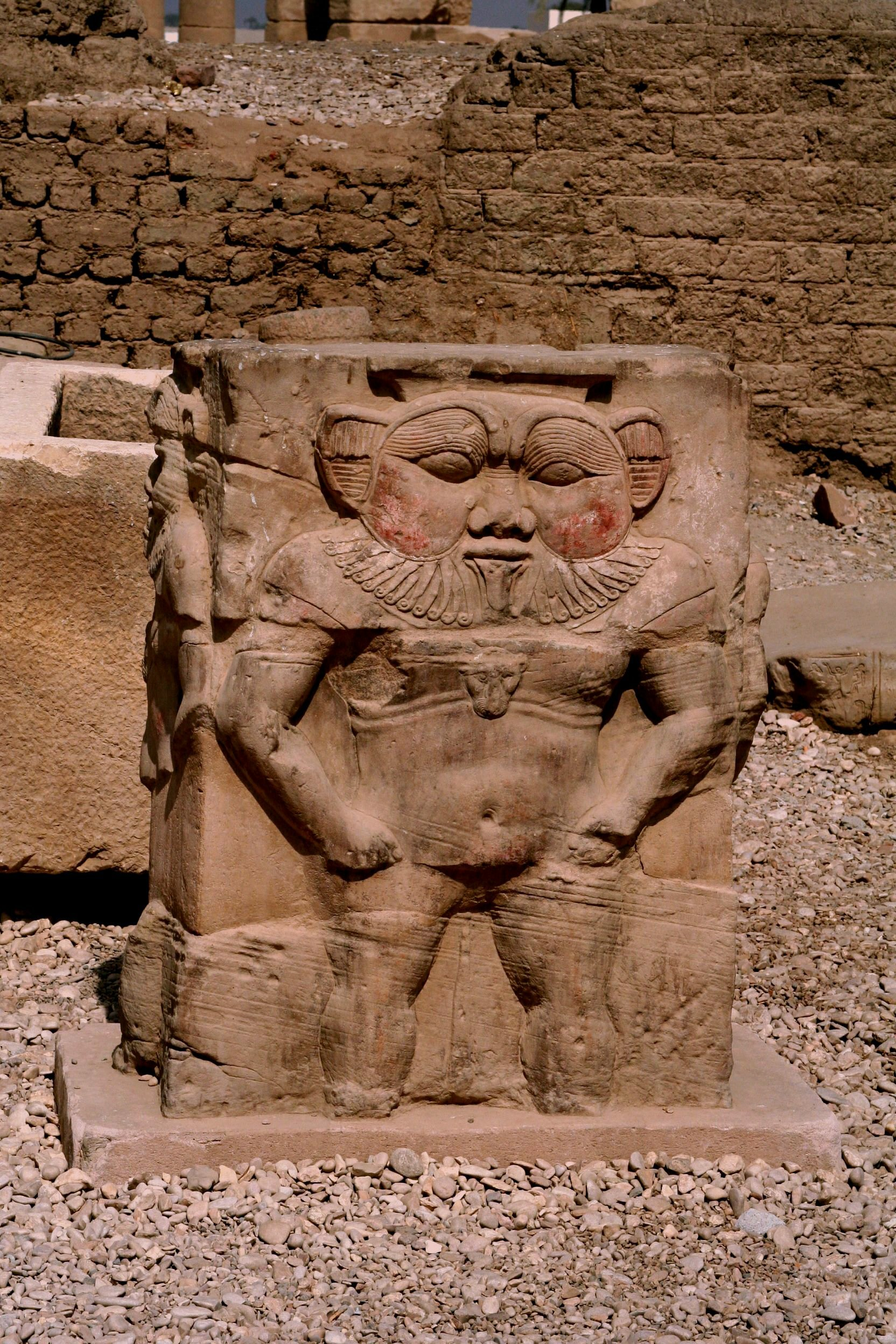
Immagine di Bes